# ¡México por siempre!
¡México Por Siempre! (estilizado como ¡MÉXICO Por Siempre!)  é o 22º álbum de estúdio do cantor mexicano Luis Miguel, lançado em 24 de Novembro de 2017 pela gravadora WEA. É o primeiro álbum que o cantor lança em sete anos e o segundo com músicas dos gêneros musicais ranchera e mariachi. O primeiro foi México en la Piel, lançado em 2005. Com este álbum Luis Miguel ganha dois Grammy Latinoe um Grammy Award.

## Faixas
| N.º            | Título                                 | Compositor(es)                         | Duração |  |
| 1.             | "La Fiesta del Mariachi"               | José Martinez Barajas                  | 2:44    |  |
| 2.             | "No Me Amenaces"                       | José Alfredo Jiménez                   | 2:39    |  |
| 3.             | "Llamarada"                            | Jorge Villamil                         | 3:35    |  |
| 4.             | "El Bajalú"                            | Pedro Galindo Galarza Ernesto Cortázar | 2:49    |  |
| 5.             | "Soy lo Prohibido"                     | Roberto Cantoral Francisco Dino Ramos  | 3:05    |  |
| 6.             | "El Siete Mares"                       | Jiménez                                | 2:39    |  |
| 7.             | "¿Por Qué te Conocí?"                  | Juan Bruno Tarraza                     | 3:23    |  |
| 8.             | "Deja Que Salga La Luna"               | Jiménez                                | 3:23    |  |
| 9.             | "Serenata Huasteca"                    | Jiménez                                | 3:55    |  |
| 10.            | "Que te Vaya Bonito"                   | Jiménez                                | 2:42    |  |
| 11.            | "No Discutamos"                        | Juan Gabriel                           | 3:22    |  |
| 12.            | "Sin Sangre En Las Venas"              | Rubén Fuentes Mario Montes             | 2:40    |  |
| 13.            | "Que Bonita Es Mi Tierra"              | Fuentes Montes                         | 2:53    |  |
| 14.            | "Los Días Felices (Les jours heureux)" | Charles Aznavour                       | 3:49    |  |
| Duração total: | Duração total:                         | Duração total:                         | 42:08   |  |

## Charts
| Chart (2017)                      | Posição |
| --------------------------------- | ------- |
| Billboard 200                     | 184     |
| Billboard Regional Mexican Albums | 1       |
| Billboard Top Latin Albums        | 2       |
| Espanha (PROMUSICAE)              | 6       |
| México (AMPROFON Top 100)         | 1       |

| Chart (2017)              | Posição |
| ------------------------- | ------- |
| México (AMPROFON Top 100) | 2       |

## Vendas e certificações
| Região | Certificação | Vendas/distribuição |
| --- | ------------ | ------------------- |
| México (AMPROFON) | 3x Platina   | 180.000^            |
| Estados Unidos (RIAA) | Ouro         | 30.000^             |
| *vendas baseadas apenas na certificação ^distribuições baseadas apenas na certificação xdistribuições não-especificadas baseadas apenas na certificação |              |                     |